# Selam
Selam is een Turkse dramafilm uit 2013 onder regie van Levent Demirkale. Selam is de eerste Turkse film die opgenomen is op drie verschillende continenten.

## Verhaal
Selam richt zich op de verhalen van drie docenten, Harun, Zehra en Adem, die de weg op hun dromen van het onderwijs in het buitenland voortzetten. Adem gaat naar Bosnië-Herzegovina, laat zijn zwangere vrouw tijdelijk achter in Turkije bij zijn moeder. Zehra gaat naar door oorlog geteisterde Afghanistan met verlangen naar haar man in haar hart. Voor Harun is de bestemming Dakar in Senegal.

## Rolverdeling
| Acteur                | Personage |
| --------------------- | --------- |
| Burçin Abdullah       | Zehra     |
| Yunus Emre Yıldırımer | Harun     |
| Hasan Nihat Kürkçü    | Adem      |
| Fatma Karanfil        |           |
| Emre Karakoç          | Samet     |
| Saba Mehri            | Meltem    |
| Muhamed Dupovac       | Almir     |
| Brahim N’Diaye        | Khadim    |
| Mustafa Muhammed Zaim | Salim     |

## Achtergrond

### Opnames
Selam is de eerste Turkse productie gefilmd op drie continenten en vier landen. Plannen om de film te op te nemen begon in 2010. Ten eerste werden de locaties van de film bepaald. Vervolgens trok een 50-koppige filmploeg de handen uit de mouwen om het filmen te starten in Turkije, Senegal, Afghanistan en Bosnië en Herzegovina. De Turkse scholen in de film functioneren in werkelijkheid ook als scholen.
Afghanistan was van alle plaatsen het moeilijkst om te filmen. Als gevolg van een langdurige oorlog in het land was het moeilijk om lokale acteurs en filmlocaties te vinden. Doordat voertuigen voortdurend gestopt werden op de weg, was de filmploeg niet in staat om vast te houden aan het schema.

### Filmmuziek
De muziek voor de film is gemaakt door Yücel Arzen en verscheen op 22 april 2013 als album.
De nummers zijn:
1. Selam
2. Önden Giden Atlılar
3. Samaney
4. Ne İşin Var Afrika’da Bosna’da
5. Afganistan'dan Bosna'ya
6. İrina Öğretmen
7. Afganistan
8. Salim ve Mahmut
9. Uzak Diye Bir Yer Yok
10. Afrika Dahil
11. Bosna'da Bayram
12. Gurbet İçinde Gurbet
13. Memleket Havası
14. Mayın
15. Kardeşimi Hiç Görmediniz
16. Önden Giden Atlılar (Keman - Solo)
17. İrina Öğretmen'in Ardından
18. Haberin Var Mı
19. Afganistan'dan Bosna'ya (2)
20. Bosna Ağıdı (1)
21. Mektup
22. Adem Öğretmen
23. Bosna Ağıdı (2)
24. Mutluluğun Resmi
25. Önden Giden Atlılar (Şarkı)